# Villacidro
Denna artikel handlar om staden Villacidro. Se också Medio Campidano (provins).
Villacidro (på sardiska Biddexidru eller Biddexirdu) är en stad och kommun i provinsen Sydsardinien i regionen Sardinien i Italien. Villacidro var fram till 2016 huvudort, tillsammans med Sanluri, i den tidigare provinsen Medio Campidano. Villacidro gränsar till kommunerna Domusnovas, Gonnosfanadiga, Iglesias,  San Gavino Monreale, Sanluri, Serramanna, Vallermosa och Villasor.

## Externa länkar

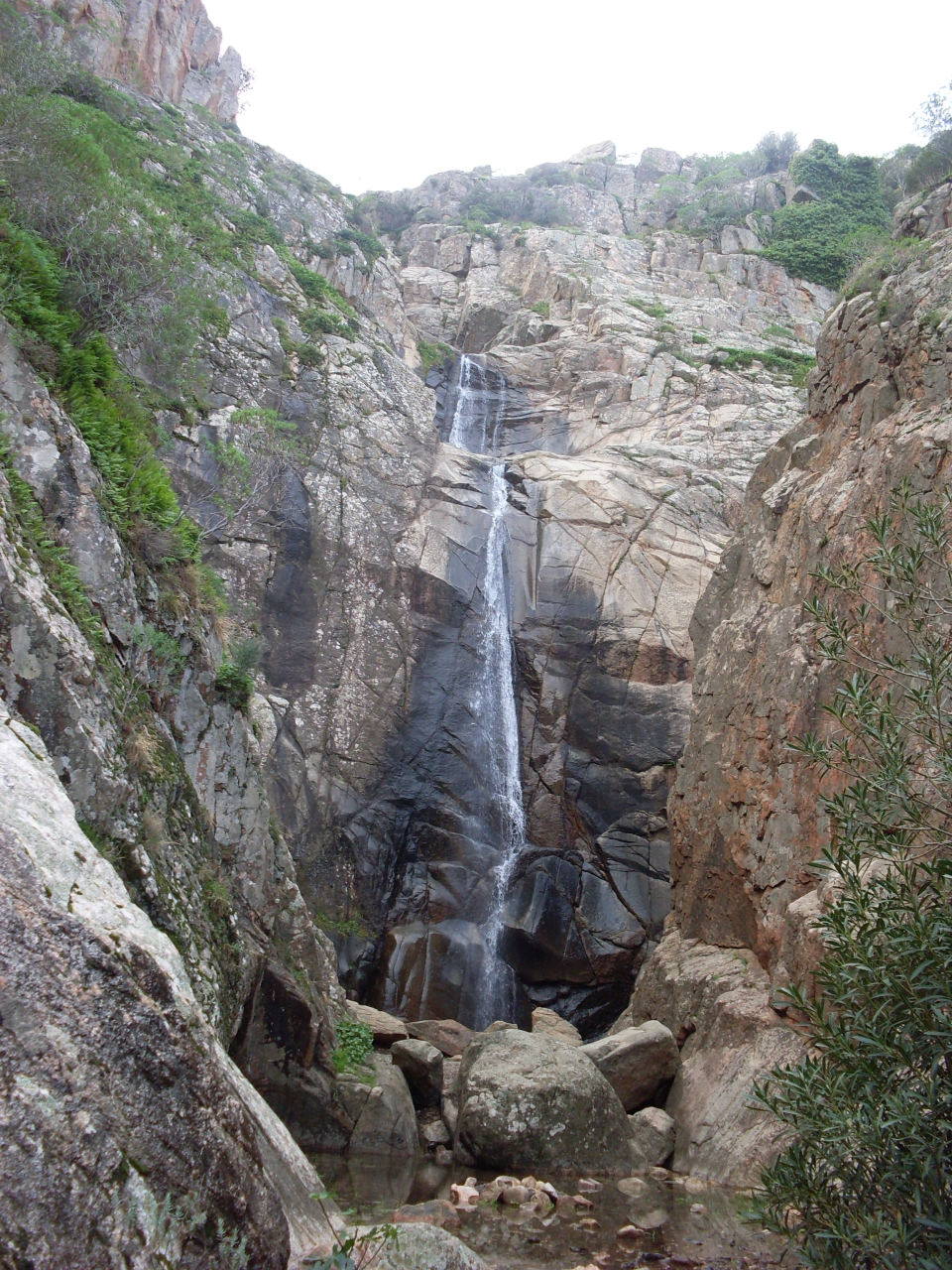
Vattenfallet Sa Spendula efter de första höstregnen.

## Fotbollslag
- Società Sportiva Villacidrese